# Yves Balmer
Pour les articles homonymes, voir Balmer.
Yves Balmer, né le 6 juin 1978 à Valenciennes, est un compositeur et musicologue franco-suisse. Il est professeur d'analyse musicale au Conservatoire national supérieur de musique et de danse de Paris. Il est président de la Société française de musicologie.  

## Formation

### Formation musicale
Il se forme au Conservatoire de Lille où il obtient les médailles d'or de piano, musique de chambre, écriture musicale et histoire de la musique puis, de 2000 à 2005, au Conservatoire national supérieur de musique et de danse de Paris. Il y obtient six Premier prix et deux Diplômes de Formation Supérieure. Ses maîtres y sont Michaël Lévinas, Jean-François Zygel, Jean-Claude Raynaud, Édith Lejet et Jean-Paul Holstein, ainsi que de Marc-André Dalbavie. En musicologie, il a comme professeurs Rémy Campos et Florence Gétreau, ainsi que Gilles Léothaud en ethnomusicologie.  
Il est reçu en 2005 au Certificat d'aptitude de Professeur d'enseignement artistique (spécialité Culture musicale). En 2007, il est reçu au Certificat d'aptitude de Directeur des conservatoires.  

### Formation universitaire
Il étudie parallèlement à l'Université de Lille. Reçu à l'agrégation de musique en 2003, il soutient une thèse de doctorat en musicologie en 2008, sous la direction de Joëlle Caullier, portant sur la musique d'Olivier Messiaen (Édifier son œuvre : Genèse, médiation, diffusion de l’œuvre d’Olivier Messiaen, 3 vol., 911 p., mention très bien, félicitations à l'unanimité),.

## Enseignement et carrière universitaire
Il commence sa carrière universitaire et enseigne à l'université de Lille (2004), puis à l'Ecole normale supérieure de Lyon (2005-2018). Élu maître de conférences en 2009, il y devient Directeur adjoint (2010-12) puis Directeur (2012-13) du Département des Arts. Il est membre jury du concours d'entrée à l'École normale supérieure (Paris) (2009-2013) et à l'École normale supérieure de Lyon (2007-2013), où il est responsable de l'épreuve de culture générale (2007-2011). Il siège au jury de l'Agrégation de musique (2004-2014). Il est membre nommé au Conseil national des universités (2012-2015).   
De 2005 à 2008, il a été professeur-associé, assistant de la classe d’analyse musicale de Michaël Lévinas au CNSMDP. Depuis 2008, il est professeur d'analyse musicale au CNSMDP,. 
Il a par ailleurs été invité à donner des cours, master-classes ou séances de séminaires à l'invitation de nombreuses institutions françaises et étrangères, notamment l'Université de Tokyo (fellowship JSPS), Université de musique de Bucarest (Erasmus), Harvard University, Université chinoise de Hong Kong, Université de Montréal, UQAM, CNSMD Lyon, Conservatoire de Lille,Conservatoire de Toulouse, les universités de Poitiers, Tours, Strasbourg, EHESS... Il a en outre été invité à présenter ses recherches par l'Académie de Belgique, l'Institut de France et le Collège de France.  
En 2025, il donne un séminaire de musique et musicologie avec le pianiste Pascal Amoyel à Sciences Po Paris.  

## Recherches en musicologie
Pendant la préparation de son doctorat, il est chercheur-associé à la Bibliothèque nationale de France (département de la Musique) entre 2004 et 2006. Il est ensuite chercheur au Centre d'études et de recherches comparées sur la création (2009-2014), puis, à partir de 2018, membre de l'Institut de recherches en musicologie (UMR 8223).
De 2013 à 2019, il a été rédacteur en chef de la Revue de musicologie. Dans ce cadre, il est l'éditeur scientifique de dix numéros de la Revue de musicologie, et a dirigé avec Hervé Lacombe deux numéros spéciaux pour célébrer le centenaire de cette publication (Un siècle de musicologie en France : Histoire intellectuelle de la Revue de musicologie, 2 vol. 2017 et 2018, 624 p. et 804 p.). Il préside la Société française de musicologie depuis juillet 2024. 
Ses recherches portent sur la musique française du XXe siècle, en particulier sur les processus génétiques et la diffusion de l’œuvre d'Olivier Messiaen. Il a publié avec Thomas Lacôte et Christopher Brent Murray, Le modèle et l'invention, Olivier Messiaen et la technique de l'emprunt, Symétrie, 2017, considéré comme un tournant dans la recherche sur ce compositeur
,
,
,

,
,
,

,
,
,. Cet ouvrage a été récompensé par le Prix France Musique des Muses 2018.     
Il est rédacteur-en-chef de l'édition intégrale des œuvres inédites d'Olivier Messiaen chez Durand-Universal (2025-) et membre du Comité exécutif de la Fondation Olivier-Messiaen.    

## Composition
À partir de 2017, Yves Balmer développe une activité de composition. Ses œuvres sont éditées chez Gérard Billaudot Éditeur. Ses compositions sont interprétées dans de nombreux festivals en Europe : Musica Nova Helsinki en Finlande ; Kissinger Musikfest et Heidelberg Frühling en Allemagne ; Festival Dni Muzyki Nowej (New Music Days) en Pologne ; Festival Radio France Occitanie Montpellier, Saison musicale européenne de la BnF et Radio France, Musique à La Prée, Festival Claude Helffer, RIT festival Résonance Infinity, Moissons (At Musica) en France.  

### Musique soliste
- Energy Lines, d'après Fabienne Verdier (2025), pour timbales et percussions
- Saxophone-Sonata (2019-2024), pour saxophone alto solo, six mouvements[25],[26],[27]
- Winds Choreography (2023), pour orgue, créée par Jan Lehtola, Musiikkitalo, Helsinki
- Vortex (la Reine de la nuit), d'après Fabienne Verdier (2021), pour dispositif multi-percussions
- Cahier de métamorphoses (2021), commande du conservatoire Eugène Bozza de Valenciennes[22],[28]
- Dark Energy, pour basson solo (2020)
- Piano Material[29], quatre pièces pour piano solo (2018-2020)[30],[31],[32],[33],[34], commande du Conservatoire de Versailles[35]

### Musique de chambre
- Trio (2020), commande du trio Zeliha pour le Festival Radio France Occitanie Montpellier
- Fragments soulevés par le vent (2022), quatuor à cordes, commande du Quatuor Voce et de ProQuartet[36].

### Musique vocale
- Pour un temps qui n'est pas encore venu (2025), pour baryton et piano, sur des poèmes de Lucie Taïeb, commande du festival international Kissinger Musikfest
- Soleils couchants, pour mezzo et piano (2024), mélodie créée par Lucile Richardot et Anne de Fornel
- Pollens : Musique d'exils, pour chœur d'enfants, sur une poésie de Marik Froidefond (2023)
- Dans la chaleur vacante : Huit poèmes d'André du Bouchet, pour piano et voix (2017-2019)
- Arrangement des Proses lyriques de Claude Debussy, pour quatuor à cordes et voix (2021)

### Orchestre
- Stiacciato pour orchestre de chambre, bois par deux, percussions, accordéon et célesta (2024)

## Prix et récompenses
- Prix international de composition Kaija-Saariaho (2023)[37],[38]

- Finaliste et prix spécial ville de Kotka, Concours international de composition pour orchestre Uuno-Klami en 2024 (Finlande)
- Prix d'encouragement en composition musicale (2025), Académie des Beaux-arts, Institut de France
- Diapason d'or pour l'enregistrement Poétiques de l'instant : Debussy, Balmer. Interprètes : Quatuor Voce, Jodie Devos, Juliette Hurel, Emmanuel Ceysson. L'enregistrement parait chez Alpha (label)[39],[40]

## Publications

### Monographies
- Le modèle et l'invention : Messiaen et la technique de l'emprunt, Lyon, Symétrie, 2017, 617 p., avec Thomas Lacôte et Christopher B. Murray (BNF 45412329).
- Michèle Reverdy, compositrice intranquille, Paris, Vrin, 2014, 198 p., avec Emmanuel Reibel (BNF 43774577).

### Direction d'ouvrage
- Musiques. Images. Instruments. Mélanges en l’honneur de Florence Gétreau, Turnhout : Brepols, 2019, xix + 645 p., 102 ill. n. et bl., 192 ill. coul., coll. Music and Visual Culture (avec Catherine Massip, Alban Framboisier, Fabien Guilloux) (BNF 46605606).

- Un siècle de musicologie en France : Histoire intellectuelle de la Revue de musicologie, co-dir. avec Hervé Lacombe, 
  - vol. 1 : Structuration nationale et interactions internationales, Paris : Société française de musicologie, 2017, 624 p. (Revue de musicologie, 103/2)  (ISBN 978-2-85357-260-6)[41],[42] ;
  - vol. 2 : Mutations thématiques et évolutions méthodologiques, Paris : Société française de musicologie, 2018, 804 p. (Revue de musicologie, 104/1-2)  (ISBN 978-2-85357-261-3)[43],[44].
- Résonances polyphoniques : Hommage à Michaël Levinas, Paris : Centre de recherche et d’édition du Conservatoire, 2015, 192 p. (avec Thomas Lacôte et Jean-Claire Vançon) (BNF 44272064).

## Discographie
- Poétiques de l'instant : Debussy, Balmer. Interprètes : Quatuor Voce, Jodie Devos, Juliette Hurel, Emmanuel Ceysson. L'enregistrement parait chez Alpha (label)[39],[40] et reçoit un excellent accueil : il est récompensé par un Diapason d’Or[45], Opéra Magazine lui décerne un "diamant"[46],Classica le distingue par 5 étoiles. Il est sélectionné et discuté par les quotidiens The Guardian[47], Le Monde[48], Le Soir[49], De Standaard[50], de même que l'hebdomadaire L'Obs. Il connaît une réception favorable sur les radios BBC Radio 3[51], France Musique, Radio Classique[52], mais également Catalunya Ràdio[53].